# Imperial State Crown
Imperial State Crown er en krone, der anvendes af den britiske monark når denne er blevet kronet (mens Westminster Abbey forlades) og når parlamentet åbnes. I 2022 blev den dog båret ind på en fløjspude, da tronfølgeren Prins Charles (som blev konge senere samme år) åbnede parlamentet i stedet for monarken selv.
Den oprindelige krone blev lavet i 1661 som erstatning for en krone fra middelalderen, der var blevet smeltet om af parlamentarikere. Den nuværende krone stammer fra 1937, hvor den skulle have været anvendt ved kroningen af Edvard 8., der dog abdicerede i slutningen af 1936, hvorfor den i stedet blev anvendt til kroningen af George 6. I forbindelse med kroningen af Elizabeth 2. i 1953 fik den et mere feminint udtryk.
Kronen er udstyret med 2868 diamanter, 743 perler, 17 safirer, 11 smaragder og fem rubiner. En af stenene siges at have tilhørt Peter af Castillien, der skulle have foræret den til Prinsen af Wales (Edvard, den sorte prins) fordi han havde hjulpet den castilianske konge i en konflikt. Forrest sidder Cullian-2, der er en del af Cullinan-diamanten. Designet er inspireret af en krone, der blev lavet til Dronning Victoria.
Kronen må kun berøres af monarken selv, ærkebiskoppen af Canterbury og af hofjuveléreren. Den er ikke forsikret, men vurderes til at være 3-5 mia. pund værd. Kronen opbevares til daglig i Tower of London.